# AD Phoenicis
AD Phoenicis é uma estrela variável na constelação de Phoenix. Uma binária eclipsante, sua magnitude aparente tem um máximo de 10,27, diminuindo para até 10,80 durante os eclipses primário e secundário, aproximadamente iguais. Com base em medições de paralaxe pela sonda Gaia, o sistema está a uma distância de aproximadamente 655 anos-luz (201 parsecs) da Terra.
AD Phoenicis é uma binária de contato do tipo W Ursae Majoris, formada por duas estrelas tão próximas que suas superfícies tocam uma na outra. Elas estão separadas por 2,46 raios solares e levam 0,3799 dias para completar uma órbita. A estrela primária tem uma massa de 1,00 massa solar e um raio de 1,18 raios solares, enquanto a secundária tem 0,38 massas solares e 0,77 raios solares. Suas temperaturas superficiais são muito semelhantes, 6 155 e 6 115 K, o que é a causa de os eclipses serem aproximadamente iguais. Na luz visível, a estrela primária contribui para 71,2% da luminosidade do sistema, enquanto a secundária contribui para o resto (28,8%). A curva de luz do eclipse apresenta uma assimetria que é melhor explicada pela presença de uma grande mancha na superfície da estrela primária, cerca de 700 K mais fria que o resto da fotosfera.
Variações no período orbital do sistema foram detectadas, que foram modeladas como uma diminuição contínua no período mais uma oscilação cíclica. A diminuição no período de aproximadamente 1,5×10−7 dias por ano provavelmente é causada por transferência de matéria da estrela secundária para a primária, enquanto a oscilação pode ser explicada por uma terceira estrela no sistema ou por um ciclo de atividade magnética. Na hipótese de uma terceira estrela, sua órbita teria um período de 56,2 ± 0,9 anos e uma excentricidade de 0,36 ± 0,01. Uma massa mínima de 0,257 massas solares é calculada, a qual corresponde a uma anã vermelha de tipo espectral M4–M5, consistente com a falta de evidências dessa estrela na fotometria ou espectroscopia.